# Akhtar Rasool
Akhtar Rasool, född den 13 januari 1954 i Faisalabad, Pakistan, är en pakistansk landhockeyspelare.
Han tog OS-silver i herrarnas landhockeyturnering i samband med de olympiska sommarspelen 1972 i Montréal.
Han tog OS-brons i samma gren i samband med de olympiska sommarspelen 1976 i Montréal.